# Volkswagen Tarek

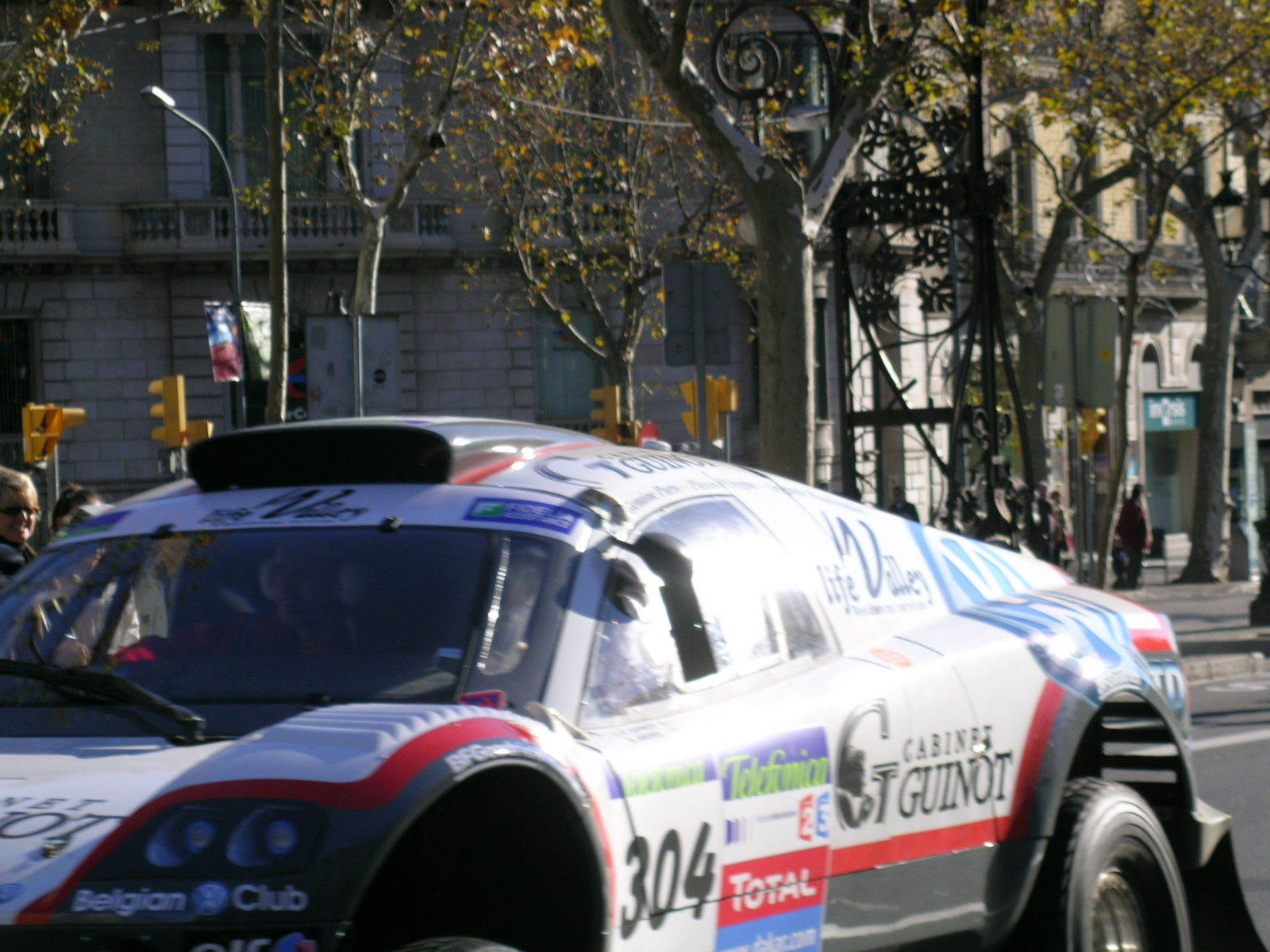
Volkswagen Tarek.

Volkswagen Tarek, en bilmodell från Volkswagen lanserad 2002.
Prototyp framtagen för Rally Dakar 2004. Bilen utvecklades i samarbete med ItalDesign-Giugiaro-gruppen. Prototypen är en rörkonstruktion med kaross av kolfiber. Bilen har en extrem fjädringsväg på 70 cm. Motor: 1,9 liter TDI som utvecklar 218 hkr/160 kw. Enligt reglerna får en startklar bil inte väga mindre än 1160 kg, VW Tarek väger trots sin ultralätta konstruktion 1280 kg. Med reservhjul som väger 50 kg per styck och 250 liter diesel plus övriga lösa delar, blir matchvikten 1,7 ton.